# Velký Chomus-Jurjach
Velký Chomus-Jurjach (rusky Большой Хомус-Юрях) je řeka v Jakutské republice v Rusku. Je dlouhá 324 km. Povodí řeky je 3420 km², z čehož 377 km² zaujímají jezera, kterých se tu nachází přibližně 2600.

## Průběh toku
Pramení na severním svahu v vysočiny Suor-Ujata a teče na sever. Ústí do Východosibiřského moře západně od ústí Alazeje.

### Přítoky
- zprava – Okulja

## Vodní režim
Zdrojem vody jsou sněhové a dešťové srážky. Zamrzá na konci září a rozmrzá na začátku června..